# Zlatan Saračević (Handballspieler)
Zlatan „Zlatko“ Saračević (kyrillisch Златан Сарачевић; * 5. Juli 1961 in Banja Luka, Jugoslawien; † 21. Februar 2021 in Koprivnica, Kroatien) war ein kroatischer Handballspieler und Handballtrainer. In den Jahren 1999 und 2002 wurde er zu Kroatiens Handballer des Jahres gewählt.

## Verein
Der 1,87 m große halbrechte Rückraumspieler begann das Handballspielen in seinem bosnischen Geburtsort beim multikonfessionellen Topklub der 1970er Jahre RK Borac Banja Luka. Auf Grund der Dominanz von Metaloplastika Šabac gelang ihm in dieser Phase kein Titelgewinn.
In den späten 1980er Jahren kamen dann in Jugoslawien wieder nationalistische Strömungen auf.  Daraufhin entschied sich der Sohn eines muslimischen Vaters und einer kroatischen Mutter, in Kroatien zu leben und ging 1987 zu RK Agram Medvešćak Zagreb, mit dem er 1989 und 1990 den Pokal gewann.
Anschließend wechselte er in die französische Liga zu USAM Nîmes und feierte dort 1991 und 1993 die Meisterschaft. Während dieser Zeit verwüstete der Bosnienkrieg seine Heimatstadt: Nachdem nationalistische Serben im Mai 1993 16 Moscheen sowie eine der beiden katholischen Kirchen im Ort niedergebrannt hatten, hatten Saračević und seine Familie nur „wenige Stunden, um aus der Stadt zu fliehen, sonst hätten die Serben ihnen den Kopf abgeschnitten.“ Nach Stationen bei Girondins de Bordeaux HB, US Créteil HB und dem Aufsteiger von 1995 Istres OHP unterschrieb er 1997 nach dem Abstieg von Istres beim kroatischen Serienmeister Badel 1862 Zagreb, mit dem er dreimal in Folge dem FC Barcelona im Finale der EHF Champions League unterlag. Dabei wurde der wurfstarke Rückraumspieler zweimal Torschützenkönig. Mit dem ungarischen Spitzenklub Fotex Veszprém erreichte er 2002 sein viertes Finale, unterlag diesmal aber dem SC Magdeburg. Im Juni 2002 wurde er vom al-Sadd Sports Club aus Katar für den IHF Men’s Super Globe ausgeliehen und gewann diesen an der Seite weiterer Altstars. Seine Karriere beendete er 2003 als Spielertrainer bei RK Zamet Crotek Rijeka.
Nach kurzzeitigen Engagements als Trainer in Kroatien, Ungarn und Bosnien-Herzegowina arbeitete Saračević anschließend bei RK Zagreb als Co- und Jugendtrainer. Ab November 2017 bis zum Saisonende 2017/18 trainierte er RK Zagreb, der unter seiner Leitung die kroatische Meisterschaft gewann. Anschließend übernahm er den kroatischen Frauen-Erstligisten ŽRK Podravka Koprivnica. Zlatko Saračević erlitt am 21. Februar 2021 einen Herzinfarkt nach einem Ligaspiel und starb im Krankenhaus von Koprivnica.

## Nationalmannschaft

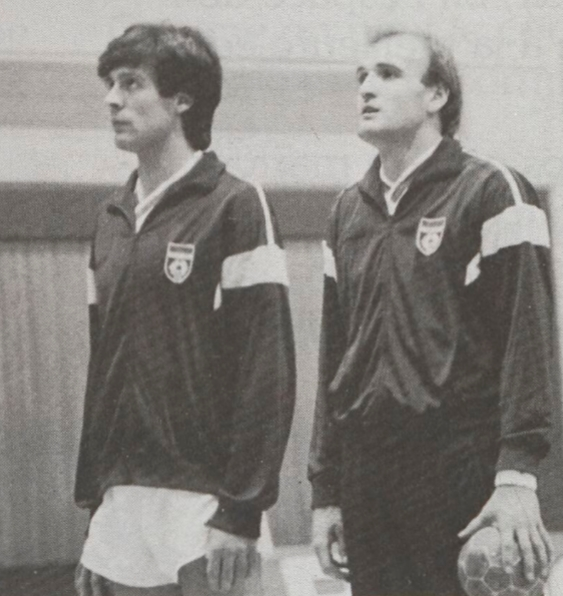
Mile Isaković und Zlatan Saračević (re.) im Jahr 1988.

Saračević wurde 1981 mit der jugoslawischen Junioren-Nationalmannschaft Weltmeister. Mit der Nationalmannschaft der Männer wiederholte er 1986 diesen Triumph. Bei den Olympischen Spielen 1988 gewann er Silber.
Mit der kroatischen Nationalmannschaft gewann er bei den Olympischen Spielen 1996 die Goldmedaille, bei der Weltmeisterschaft 1995 Silber und bei der Europameisterschaft 1994 Bronze. Nach der Europameisterschaft 2000 beendete er seine Nationalmannschaftskarriere.

## Erfolge
Mit RK Agram Medvešćak Zagreb:
- Jugoslawischer Pokalsieger 1989, 1990

Mit USAM Nîmes:
- Französischer Meister 1991, 1993

Mit Badel 1862 Zagreb:
- Kroatischer Meister 1998, 1999, 2000
- Kroatischer Pokalsieger 1998, 1999, 2000
- Champions-League-Finalist 1998, 1999
- Champions-League-Torschützenkönig 1999, 2000[22]

Mit Fotex Veszprém:
- Ungarischer Meister 2001, 2002
- Ungarischer Pokalsieger 2002
- Champions-League-Finalist 2002

Für den Olympiasieg 1996 wurde er mit dem Franjo Bučar Staatspreis für Sport (kroatisch Državna nagrada za šport "Franjo Bučar") ausgezeichnet.